# Valdemaras Katkus
Valdemaras Katkus (* 17. Februar 1958 in Kaunas) ist ein litauischer sozialdemokratischer Politiker und Diplomat.

## Leben
Nach dem Abitur 1976 an der 12. Mittelschule Kaunas absolvierte er 1981 das Diplomstudium am Kauno politechnikos institutas und wurde Ingenieur. Ab 1989 war er  Sąjūdis-Seimas-Mitglied und  Redakteur der Zeitung „Bendrija“.
Von 1990 bis 1992 war er Mitglied im Seimas. Von 1990 bis 1993 war er erster Stellvertreter des Außenministers, ab 1992  Sonderbotschafter.
Ab 1993 arbeitete er in der Bank. Ab 2002 arbeitete er bei ELTA als Chefredakteur der Abteilung  Wirtschaftsnachrichten.
Ab 1989 war er Mitglied von Lietuvos socialdemokratų partija.